# Armand Marcelle
Pour les articles homonymes, voir Marcelle.
Armand Marcelle est un rameur français né le 10 octobre 1905 à Reims et mort dans cette même ville le 26 décembre 1974.

## Biographie
Armand Marcelle dispute avec son frère Édouard Marcelle et Henri Préaux l'épreuve de deux avec barreur aux Jeux olympiques d'été de 1928 à Amsterdam et remporte la médaille d'argent.